# Killer (Eminem-Lied)
Killer (englisch für „Mörder“) ist ein Lied des US-amerikanischen Rappers Eminem. Es erschien am 18. Dezember 2020 auf seinem Album Music to Be Murdered By – Side B. Am 28. Mai 2021 wurde ein Remix des Songs, auf dem auch die Rapper Jack Harlow und Cordae zu hören sind, als Single veröffentlicht.

## Inhalt
In Killer rappt Eminem unter anderem über seinen großen Reichtum, der es ihm ermöglicht, Geld sprichwörtlich zu verbrennen und zahlreiche Frauen zu erobern. Auch stellt er sich selbst als psychopathischer Mörder dar und vergleicht sich beispielsweise mit Jack the Ripper. Der Text enthält zahlreiche Wortspiele, Vergleiche und Metaphern. Im Song ist wiederkehrend das Wort „Killer“ als männlicher Hintergrundgesang zu hören.

“Now count it, five, ten, yeah, fifteen, twenty

Twenty-five, thirty, yeah, get the money

Throw it in the furnace, yeah, this shit be funny

Earn it just to burn it, swag drippin’ from me”

Auf dem Remix des Songs rappt Jack Harlow in der ersten Strophe, dass Eminem früher sein Idol war und er nun mit diesem auf einem Lied zu hören ist. Parallel zeichnet er seinen Weg vom kleinen Kind zum reichen Rapper. In der zweiten Strophe rappt Cordae ebenfalls über seinen Aufstieg und Reichtum und kündigt sein kommendes Album an. Die dritte Strophe wird von Eminem mitunter sehr schnell gerappt und weist einen anderen Text als beim Originalsong auf. Dabei rühmt er vor allem sich selbst und seine raptechnischen Fähigkeiten.

## Produktion
Der Song wurde von dem US-amerikanischen Musikproduzenten D.A. Got That Dope produziert, der zusammen mit Eminem und Ezemdi Chikwendu auch als Autor fungierte.

## Single

### Covergestaltung
Das Singlecover zeigt die Schriftzüge Eminem, Killer, Remix und Ft Jack Harlow & Cordae in Weiß und Rot. Im Hintergrund ist eine animierte, zwielichtige Person mit Hut zu sehen, die den Betrachter aus der Dunkelheit ansieht.

### Chartplatzierungen
Killer (Remix) stieg am 10. Juni 2021 für eine Woche auf Platz 77 in die britischen Singlecharts ein. Ebenso konnte es sich für eine Woche auf Rang 62 in den Vereinigten Staaten platzieren.
| ChartsChartplatzierungen       | Höchstplatzierung | Wochen |
| ------------------------------ | ----------------- | ------ |
| Vereinigtes Königreich (OCC)   | 77 (1 Wo.)        | 1      |
| Vereinigte Staaten (Billboard) | 62 (1 Wo.)        | 1      |

### Verkaufszahlen und Auszeichnungen
Killer wurde im Jahr 2024 für mehr als eine Million Verkäufe in den Vereinigten Staaten mit einer Platin-Schallplatte ausgezeichnet.

| Land/Region               | Auszeichnungen für Musikverkäufe (Land/Region, Auszeichnung, Verkäufe) | Verkäufe  |
| ------------------------- | ---------------------------------------------------------------------- | --------- |
| Australien (ARIA)         | Gold                                                                   | 35.000    |
| Vereinigte Staaten (RIAA) | Platin                                                                 | 1.000.000 |
| Insgesamt                 | 1× Gold · 1× Platin ·                                                  | 1.035.000 |

Hauptartikel: Eminem/Auszeichnungen für Musikverkäufe